# Wirtschaftsbund Kärnten
Der Wirtschaftsbund Kärnten ist eine Organisation, die sich für die Interessen der Wirtschaft in dem österreichischen Bundesland Kärnten einsetzt. Er ist Teil des Wirtschaftsbundes Österreich und vertritt die Anliegen von Unternehmen und Selbstständigen in Kärnten gegenüber der Politik und der Öffentlichkeit.

## Geschichte
1946, wurde die Organisation als „Wirtschaftliche Vereinigung“ gegründet. In den ersten Jahren setzte sich der Wirtschaftsbund Kärnten vor allem für die Schaffung eines stabilen wirtschaftlichen Umfelds und die Förderung der heimischen Industrie und Landwirtschaft ein. In den 1950er und 1960er Jahren war der Wirtschaftsbund Kärnten aktiv in der Förderung des Tourismus, der zu einem wichtigen Wirtschaftszweig in Kärnten wurde. In den 1970er Jahren wandte sich der Wirtschaftsbund Kärnten verstärkt der Förderung kleiner und mittlerer Unternehmen sowie der Schaffung von Arbeitsplätzen zu. In den 1980er Jahren setzte der Wirtschaftsbund Kärnten sich für den Ausbau der Infrastruktur, insbesondere des Autobahnnetzes, ein. Seit den 1990er Jahren hat der Wirtschaftsbund Kärnten sein Engagement auf die Förderung von Innovation und Technologie ausgeweitet. Heute ist der Wirtschaftsbund Kärnten eine der politischen Organisationen in Kärnten und setzt sich für die Interessen der Unternehmer und der Wirtschaft in der Region ein. Er hat sich zum größten Interessenverband der Kärntner Wirtschaft entwickelt und vertritt die Interessen von rund 11.000 Mitgliedsbetrieben in Kärnten. Im September 2023 erfolgte der Online-Launch ihres Business-Magazins „M.U.T.“.

## Struktur
Der Wirtschaftsbund Kärnten ist in 10 Bezirksgruppen gegliedert. Die Bezirksgruppen leiten die Geschicke des Wirtschaftsbunds Kärnten in den einzelnen Regionen und sind in der Regel mit Vertretern der regionalen Wirtschaft besetzt. Die Struktur des „Wirtschaftsbundes Kärnten“ ist wie folgt aufgebaut:
- Präsident
- Landesvorstand
- Mitgliederversammlung
- Bezirksorganisationen
- Fachgruppen
- Junge Wirtschaft

## Ziele und Aufgaben
Der Wirtschaftsbund Kärnten verfolgt nach eigenen Angaben das Ziel, die Interessen der Kärntner Wirtschaft zu vertreten und die wirtschaftliche Entwicklung in Kärnten zu fördern. Dazu gehören die Verbesserung der Rahmenbedingungen für die Kärntner Wirtschaft, die Schaffung von Arbeitsplätzen und die Förderung der Aus- und Weiterbildung von Fachkräften.
Zu den konkreten Aufgaben des Wirtschaftsbunds Kärnten gehören unter anderem die Durchführung von Veranstaltungen und Informationsveranstaltungen für Mitglieder, die Lobbyarbeit auf regionaler und nationaler Ebene sowie die Zusammenarbeit mit anderen Wirtschaftsverbänden und Organisationen.
Der Wirtschaftsbund Kärnten setzt sich auch für die Förderung von Innovationen und die Unterstützung von Startups ein. Hierzu werden regelmäßig Initiativen und Projekte gestartet.